# گوسفند بلوچی
گوسفند بلوچی نوعی نژاد اهلی گوسفند است که منشأ آن جنوب غربی پاکستان(ایالت بلوچستان)، شرق ایران و جنوب افغانستان است. این گوسفند عضو نژاد دم چربی است. گوسفند بلوچی در درجه اول برای پشم پرورش می‌یابد.

## خصوصیات
این نژاد به خوبی با مناطق خشک و نیمه گرمسیری در شرق ایران سازگار است.
پشم این نژاد گوسفند سیاه و سفید است و نشانه‌های سیاه و سفید روی سر و پاها دارد. میش‌ها به‌طور متوسط در بلوغ ۳۵ کیلوگرم (۷۷ پوند) وزن دارند، تقریباً به مدت ۱۲۰ تا ۱۳۰ روز مدت شیردهی آن هاست و در این دوره حدود ۳۵ تا ۴۰ کیلوگرم (۷۷ تا ۸۸ پوند) شیر تولد می‌کند.
وزن بدن بره‌ها از سن شیر گرفتن تا ۱۲ ماهگی کاهش می‌یابد زیرا دیگر از شیر مادر تغذیه نمی‌شود و مجبورند برای خود غذا جمع کنند.
اختلاف وزن بدن بین گوسفندان تک و گوسفندهای دوقلو در بدو تولد و قبل از شیر گرفتن بیشتر است، اما این اختلافات پس از از شیر گرفتن کاهش می‌یابد. زیرا گوسفندان دوقلو شیر مادر خود را تقسیم می‌کنند.